# Шеста словеначка ударна бригада
Шеста словеначка ударна бригада „Славко Шландер” формирана је 6. августа 1943. године на Шипку код Камника од Камнишко-засавског НОП одреда и новопридошлих бораца. При формирању је имала три батаљона са око 700 бораца, од тога 400 ненаоружаних. 

## Ратни пут бригаде

### 1943.
По наређењу Главног штаба НОВ и ПО Словеније, бригада је половином августа извршила покрет из Засавља (Штајерска) у Долењску, да би ушла у састав Петнаесте дивизије. На положајима између села Моравча, Тројана и реке Саве била је опкољена од надмоћнијих немачких снага. Приликом пробоја кроз неколико немачких обруча, које су батаљони појединачно изводили, претрпела је веома тешке губитке. До краја августа у Долењску су се пребацили Први и Други, а почетком септембра и Трећи батаљон. Због претрпљених губитака бригада је после доласка у Долењску реорганизована, а затим је у саставу 15. дивизије, након капитулације Италије, учествовала 10. септембра у разоружању италијанског гарнизона у Новом Месту. Дана 14. септембра добила је назив ударна. Мобилизацијом нових бораца, био је формиран 17. септембра и Четврти батаљон, када је нарасла на преко 1000 бораца. Од главнине бригаде формирана је 24. септембра у Мокроногу Дванаеста словеначка бригада, док је један батаљон са бригадним штабом ноћу 26/27. септембра у рејону Кресница поновно пребачен преко Саве у Засавље. На Лимбарској гори прикључили су се 30. септембра овом батаљону нови Камнишки и Засавски батаљон, који су нешто раније били формирани у камнишком и засавском подручју, те је реорганизована Шеста бригада поновно имала три батаљона с укупно око 300 бораца.
У јесен 1943, бригада је, дејствујући углавном по батаљонима, нападала немачке транспорте, колоне и посаде у Засављу и  на комуникацијама између Камнишко-домжалске котлине и Савињске долине. Почетком октобра упутила је чету у Корушку да поновно формира Корушки партизански батаљон. Ноћу 1/2. октобра јединице бригаде порушиле су око 350 ТТ-стубова између Тројана и Луковице, и у дужини 16 км уништиле све ТТ-линије, а 4/5. октобра спалиле железничке станице Јарше-Менгеш, Хомец и Дуплица на прузи Љубљана-Камник. Дана 6. октобра њени су борци уништили жандармеријску станицу у селу Речици, након чега се бригада пребацила на Мозирске планине. Од средине октобра дејствовала је на широј просторији, са Првим батаљоном на камничком подручју, Другим батаљоном на планини Менини и Трећим батаљоном у моравшком крају. Њене јединице су 18/19. октобра напале немачку моторизовану колону код села Шентожболта на друму Домжале-Вранско, 23. октобра уништиле камион немачких војника код Гомилског, а 30. октобра упориште Шмартно об Дрети, где су заробљена 62 жандарма са наоружањем и опремом. У међувремену је у бригади формиран минерски вод (у новембру прерастао у минерску чету) те су учестале диверзантске акције на прузи Љубљана-Зидани Мост и на друмовима између Саве и Савињских Алпи. Средином новембра бригада је имала већ преко 400 бораца. Након акција у Јаршама 16. и 25. новембра и код Коменде 26. новембра, бригада је ноћу 28/29. новембра напала и на краће време продрла у јако немачко упориште Нова Штифта.

### 1944.
У другој половини децембра 1943. водила је на камничко-савињском подручју оштре борбе против јаких немачких снага; делови 14. и 19. СС полицијског пука, два батаљона 184. пука земаљских стрелаца и два батаљона Верманшафта, које су предузимале офанзивне акције из упоришта у Савињској долини, из Горњег Града и осталих места, те је бригада почетком јануара 1944. била принуђена да се пребаци према Корушкој, у рејон Радухе, а затим преко Смрековеца на Мозирске планине. Пошто је 27. јануара на Томановој планини разбила немачки полицијски потерни одред, поновно је напала немачке посаде у Засављу. Ту је уз њену помоћ средином фебруара био формиран Камнишко-засавски НОП одред. Ради обједињавања дејстава Шесте и Једанаесте бригаде „Милош Зиданшек”, у фебруару 1944. био је формиран посебан Оперативни штаб у саставу Четврте оперативне зоне НОВ и ПО Словеније. Јединице бригаде су се посебно истакле у уништењу рудничких постројења и жичаре у руднику боксита у селу Кокарју 5. марта, у разбијању моторизоване немачке колоне између Вранског и Тројана када су уништена три камиона, убијено и рањено 80 немачких војника 7. марта, и истог дана друге моторизоване бригаде између Горњег Града и Радмирја. У садејству с бригадом „Тоне Томшич” заузела је немачко упориште у Радомљу, где је спаљено 18 војничких барака, убијено и рањено више Немаца и заплењено нешто оружја.
У одбрани слободне територије у Засављу, бригада је одбијала нападе немачких моторизованих колона из Камника, Домжала, Цеља и осталих гарнизона. У другој половини априла је дејствовала у Тухињској долини, а у мају је успешно напала неколико немачких колона између Горњег Града и Мозирја, те Вранског и Тројана. Значајне успехе постигла је у мобилизацији нових бораца; априла преко 600 и у првој половини маја преко 450 људи; већи број новомобилисаних упућен је у Долењску у састав јединица Седмог корпуса. Крајем маја бригада је имала 564 борца. Садејствујући са камнишко-засавским НОП одредом, бригада је у јуну у Тухињској и Моравшкој долини извела бројне диверзантске акције. Доласком новихм бораца омогућено јој је да 21. јуна формира Четврти и почетком јула Пети батаљон, с укупно 1260 бораца. Средином јула бригада је упутила један батаљон у састав Једанаесте бригаде „Милош Зиданшек”, која се тада налазила у рејону Горњег Града и с којом је 20. јула напала и уништила постројења у руднику угља у Загроју. У операцији снага Четврте оперативне зоне за ослобођење Горње савињске долине, бригада је 30-31. јула заузела Љубно и Луче где је убијено 76 и заробљено 169 Немаца, заплењено 19 митраљеза, 349 пушака, 42 аутомата и остало. Дана 12. августа разбила је немачку колону код Римских Топлица, затим је извела више успелих акција у Моравшкој долини и на железничкој прузи Литија-Загорје. Дана 9. септембра дала је комплетан батаљон у тад формирану Трећу бригаду те је остала са три батаљона и око 600 бораца. Од 11. до 12. септембра бригада је напала и ослободила Мозирје где је убијен 51 и заробљено 255 Немаца, заплењено 5 минобацача, 17 митраљеза и пушкомитраљеза, 255 пушака и остало. У ослобођеним крајевима бригада је у августу и септембру мобилисала преко 500 нових бораца, од којих је већи део упућен у Долењску. До краја септембра, бригада је углавном дејствовала у Засављу, затим је нападала домобранске посаде у камничком срезу, а 11. октобра се, по наређењу Главног штаба НОВ и ПО Словеније, заједно с Једанаестом бригадом, пребацила преко Саве у Долењску. Ту је, садејствујући Седмом корпусу, водила у јесен 1944. значајне борбе против Немаца и квислинга код Чатежа, Требањског врха, Светог Крижа, Ајдовца, Радохове Васи, Креснице, Луже и Обчина. Обе бригаде су се у ноћи 23/24. децембра поновно пребациле преко Саве и вратиле у Штајерску, управо у време када је била у току велика немачка офанзива и када су Немци поновно заузели ослобођену територију у Горњој савињској долини.

### 1945.
Од јануара 1945. године, бригада је дејствовала наизменично на подручју Тухиња, Менине планине и у Моравшкој долини. Крајем фебруара водила је ванредно оштре борбе с Немцима у Моравшкој долини и Засављу, марта на Менини планини, око Моравча и на Чемшеничкој планини. У зимским месецима 1945. претрпела је у борбама осетне губитке, те је 9. априла. имала још свега 223 борца у два батаљона. Од 10. априла, када је расформиран Оперативни штаб Шесте и Једанаесте бригаде, бригада је поновно била под неспоредном командом Штаба Четврте оперативне зоне. Бројчано ослабљена, дејствовала је у току априла по комуникацијама на подручју Камник-Горњи Град-Мозирје-Тројане-Домжале и попуњавала своје редове новим борцима. До 1. маја нарасла је на три батаљона са 484 борца. У завршним операцијама Четврте оператвине зоне бригада је учествовала у ослобођењу Загорја и Храстника 6. маја, затим у разоружавању немачких и квислиншких јединица у Цељској котлини и ослобођењу словеначког дела Корушке 13. до 15. маја 1945. године.
Одликована је Орденом партизанске звезде и Орденом братства и јединства.